# Highland Park, Illinois
Highland Park, kommun i delstaten Illinois, USA. Ligger vid Lake Michigans västra strand i Lake County, Illinois, ca 37 km norr om centrala Chicago.